# 中國—阿富汗邊界

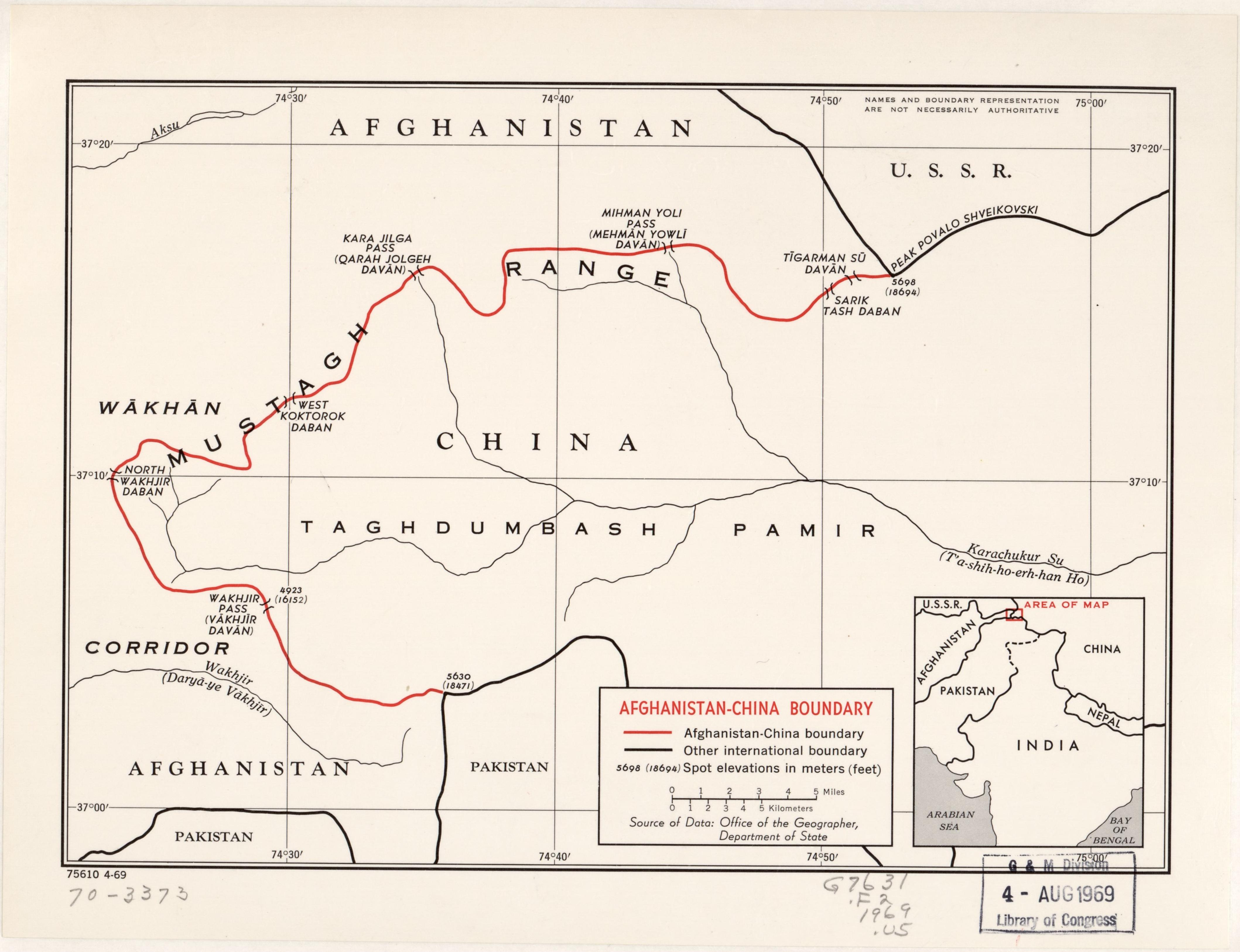
红色线条为中國－阿富汗邊界 (1969年确定)

中國—阿富汗邊界全長76公里。1963年11月22日，中华人民共和国与阿富汗王國签订《中阿边境条约》，正式划定边界。

## 註
1. ↑  地圖声明："NAMES AND BOUNDARY REPRESENTATION ARE NOT NECESSARILY AUTHORITATIVE"